# Aterrizaje Forzoso (banda)
Aterrizaje Forzoso es una banda de rock chilena, oriunda de Valdivia. A mediados de los años 80 formaron parte del movimiento musical "boom pop" en Chile, siendo sus más destacados éxitos Pegada en la pared, Despertar sin ti, Chica caribeña y Sólo un sueño.

## Historia
En 1982, un trío de estudiantes de Ingeniería en Sonido de la Universidad Austral de Chile irrumpe en la escena musical universitaria valdiviana. Influenciados por las sonoridades del rock sinfónico (Yes, Alan Parsons, Genesis) pero dispuestos a aplicar esos códigos a canciones estrictamente pop, los músicos comenzaron a tocar en los shows universitarios de la zona, participando en fiestas, festivales locales y café concerts. Se hacían llamar Aterrizaje Forzoso y sus integrantes eran Germán Céspedes (oriundo de Coya, Pangal), Jaime Congreve y Jaime Fainberg (de Valdivia). En este periodo Céspedes y Fainberg componen gran parte de los temas que estarían presentes en su primer álbum. En 1985, ya sin Congreve, se incorporan a la banda el puntarenense Rodrigo Leiva y Fernando, el hermano menor de Fainberg. Esta fue la formación definitiva de Aterrizaje Forzoso. 
Al año siguiente viajan a Santiago, donde graban un demo que permitió difundir su primer éxito Sólo un sueño en radios como Galaxia, entre otras. A raíz de este tema, el sello EMI pone sus ojos en el grupo y los contrata. La casa discográfica edita entonces el primer álbum de la banda, titulado igual que su tema debut: Sólo un sueño, del cual destacan los temas, además del homónimo, "Despertar sin ti", inspirado en un amor de juventud de Céspedes que acabó por la distancia cuando él se fue de Rancagua a estudiar a Valdivia, "Recomenzando" (enviada a un festival de Radio Concierto) y "Chica caribeña", que está basado en una percepción de Céspedes sobre la atracción que causaban en la época en Valdivia las mujeres morenas, en una ciudad donde abundan las mujeres de rasgos "alemanizados" producto de la gran cantidad de inmigrantes alemanes llegados a la zona en el siglo XIX y a principios del siglo XX.
Los temas fueron compuestos entre 1983 y 1984, "temas rockeros, más guitarreados, con ritmo más fuerte" en palabras de su vocalista, Germán Céspedes. Sin embargo, en 1986 el grupo se había plegado al pop simple que estaba de moda, pero ellos habían escuchado rock sinfónico en los años previos. No seguían los patrones de la new wave, el tecno ni el punk en boga, y no sonaban como Los Prisioneros, Aparato Raro ni otros grupos santiaguinos más de punta. Su aire provinciano, con vestimentas poco producidas, pero con un sonido de corte progresivo con influencias de grupos como Genesis, entre otros y el hecho de contar con dos vocalistas (Céspedes en los temas más lentos, tipo baladas y Jaime Fainberg en los más roqueros), hizo de Aterrizaje Forzoso (y de este disco debut) una propuesta musical muy particular en la escena chilena del rock latino.
Despertar sin ti, Chica caribeña y Sólo un sueño se convirtieron en grandes éxitos, en momentos en que las radios, los sellos y las discoteques estaban ávidas de sonido local. Su estilo pop se distinguía por el protagonismo rítmico del bajo de Céspedes, además de su aguda voz, ocupada mayoritariamente en letras de amor. El éxito se tradujo en diversas giras por Chile.
El segundo disco Loca confusión (conocido por el sencillo "Pegado a la pared"), fue realizado con mejores condiciones técnicas, pero manteniendo el estilo y la presencia, en un momento de intensa actividad que los llevó, incluso, a autoproducir un clip en cine para el tema "Hablando a tu interior", dirigido por Luis Castro. 
Cuando tenían listo el material para un tercer trabajo ("No más fronteras"), la debacle del rock nacional se hizo evidente y EMI caducó unilateralmente su contrato. Tras la disolución, Céspedes y Jaime Fainberg, principales compositores del grupo, grabaron como dúo el disco "Aterrizaje Forzoso" en 1989 bajo el sello Sonotec, sello del estudio de grabación homónimo propiedad del músico de la Nueva Ola, Antonio Zabaleta (fundador de Los Red Juniors). Poco después Fainberg se fue a Los Ángeles, Estados Unidos, donde cultivó el estilo tex-mex en una banda junto a otros chilenos (incluyendo al guitarrista de Bandhada). El bajista, en tanto, se enroló en los también valdivianos Sexual Democracia, a donde llegarían más tarde también Leiva y Fernando Fainberg.
Céspedes se alejó de la escena pública musical durante años, hasta que en los 2000 se hizo parte de la Superbanda de los 80, en la que aparece esporádicamente revisitando los pasajes más conocidos de su antigua agrupación.
En 2013 vuelven a escena para presentarse en junio en la Cumbre Las Voces de los '80, en Movistar Arena, concierto que nace luego del libro "Las Voces de los '80" (Emiliano Aguayo, 2012, Ril Editores).

## Miembros

### Miembros actuales
- Germán Céspedes — voz, bajo (1982-1988, 2013-presente)
- Luis Mariano Vega — teclados (2018-presente)
- Claudio del Pino — batería (2019-presente)
- Ricardo Fuentes — guitarra (2016-presente)

### Miembros antiguos
- Jaime Fainberg — voces, guitarra, teclados (1982-1988)
- Fernando Fainberg — batería (1985-1988)
- Rodrigo Leiva — guitarra (1985-1988)
- José Ignacio Valdés — Teclados (1979-1983)

## Discografía

### Álbumes de estudio
- 1986 - Sólo un Sueño
- 1987 - Loca Confusión
- 1988 - No más Fronteras
- 1989 - Aterrizaje Forzoso
- 2019 - Aterrizaje Forzoso Sinfónico

### Compilaciones
- 1993 - Lo mejor de Aterrizaje Forzoso
- 2002 - Grandes éxitos. Rock chileno serie 80s